# ワット・ラーチャボーピットマハーシーマーラーム
ワット・ラーチャボピット、公式にはワット・ラーチャボピット・サティットマハーシーマーラーム・ラーチャウォラウィハーン（Thai: タイ語: วัดราชบพิธสถิตมหาสีมารามราชวรวิหาร,Wat Ratchabophit Sathitmahasimaram Ratchaworawihan）は、タイのバンコク・プラナコーン区は、ロープ・クルン（クームアン・デン）運河沿いでもアサダン通り側にあり、ワット・ポーや王宮からもそう遠くない所にある仏教寺院。別名真珠貝の寺院。ラーチャとは、サンスクリット語起源の「王族」のことでヒンディー語のマハ・ラジャのラジャと同根であり、ボピットは僧侶から王もしくはそれに近い高貴な王族に対し使われる「貴方（きみ）」である。ラーマ5世所縁の寺院であるワット・ベンチャマボピットに似た語感の名前となっており、建設はまさにラーマ5世、チュラロンコン大王治世時にされた。なおベンチャマボピットのベンチャマは「五」を意味する語彙である。管主はアリヤヲンサガタナナ、現タイにおける最高僧である。

## 所在地
- Atsadang Rdのプラナコーン区。

北緯13度44分57秒 東経100度29分50秒 / 北緯13.74917度 東経100.49722度座標: 北緯13度44分57秒 東経100度29分50秒 / 北緯13.74917度 東経100.49722度

## アクセス
- 王宮より徒歩約10分

## デザイン
寺院は独自の伽藍配置である。仏堂と本堂は円状の回廊で接続されており、中心部に仏塔を配している。43m高の金の仏塔はオレンジ色のタイルで覆われ、頂上部に金の球体が置かれている。内部には仏像が鎮座されており、仏塔はスリランカ様式で建設されている。 本堂である布薩堂は10の扉と28の窓を持ち、各々の内側が黒漆で装飾されている。

## その他

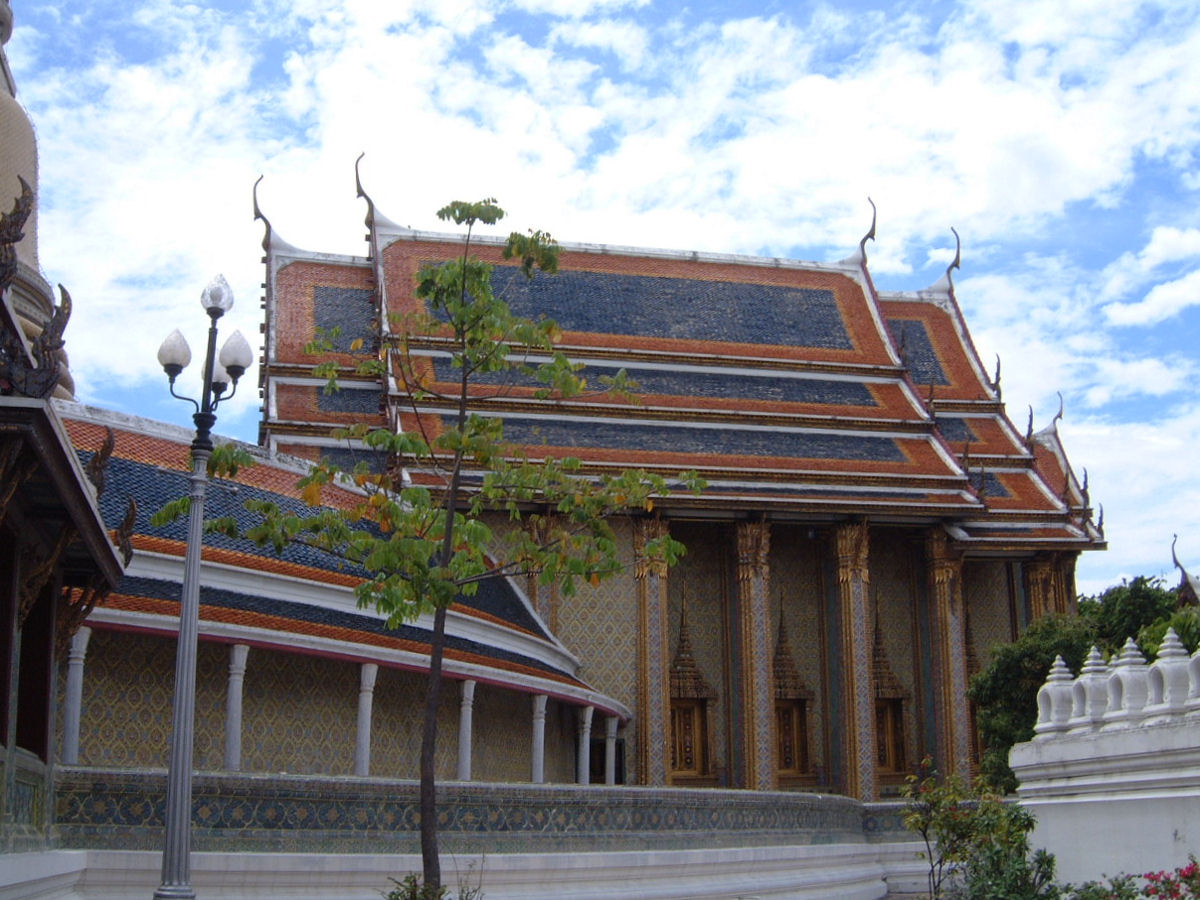
円状回廊の外側から
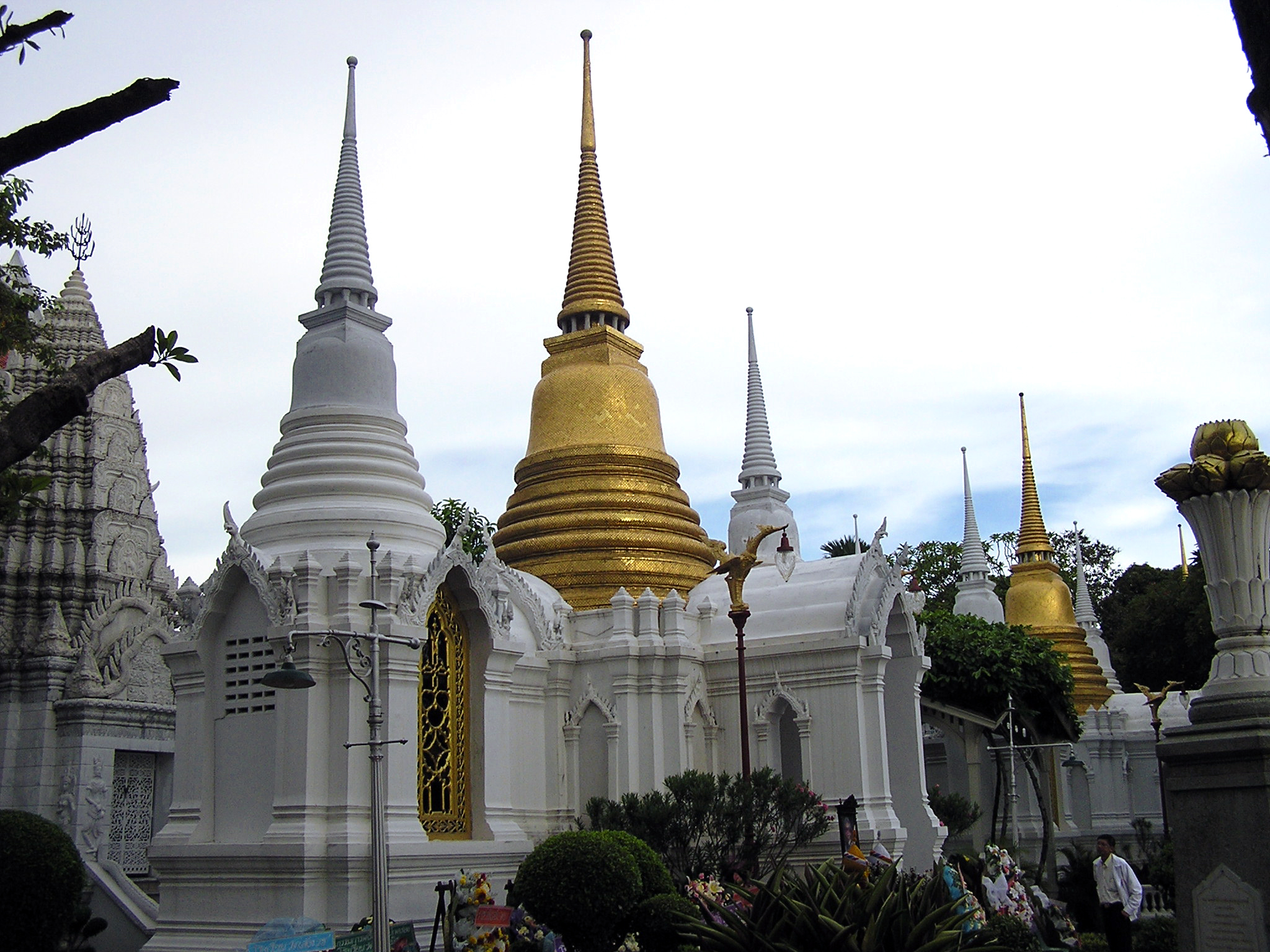
王族の墳墓
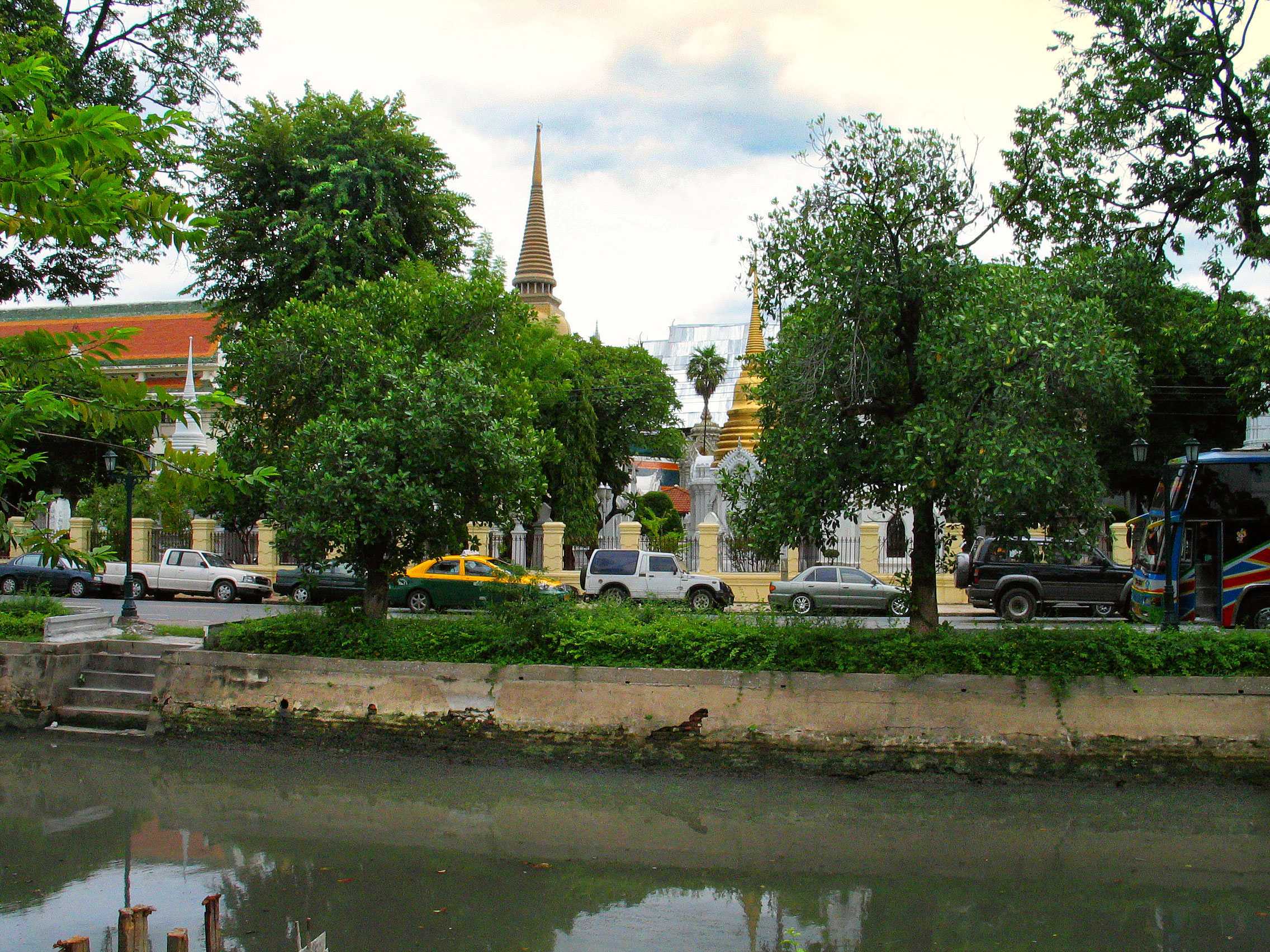
外観
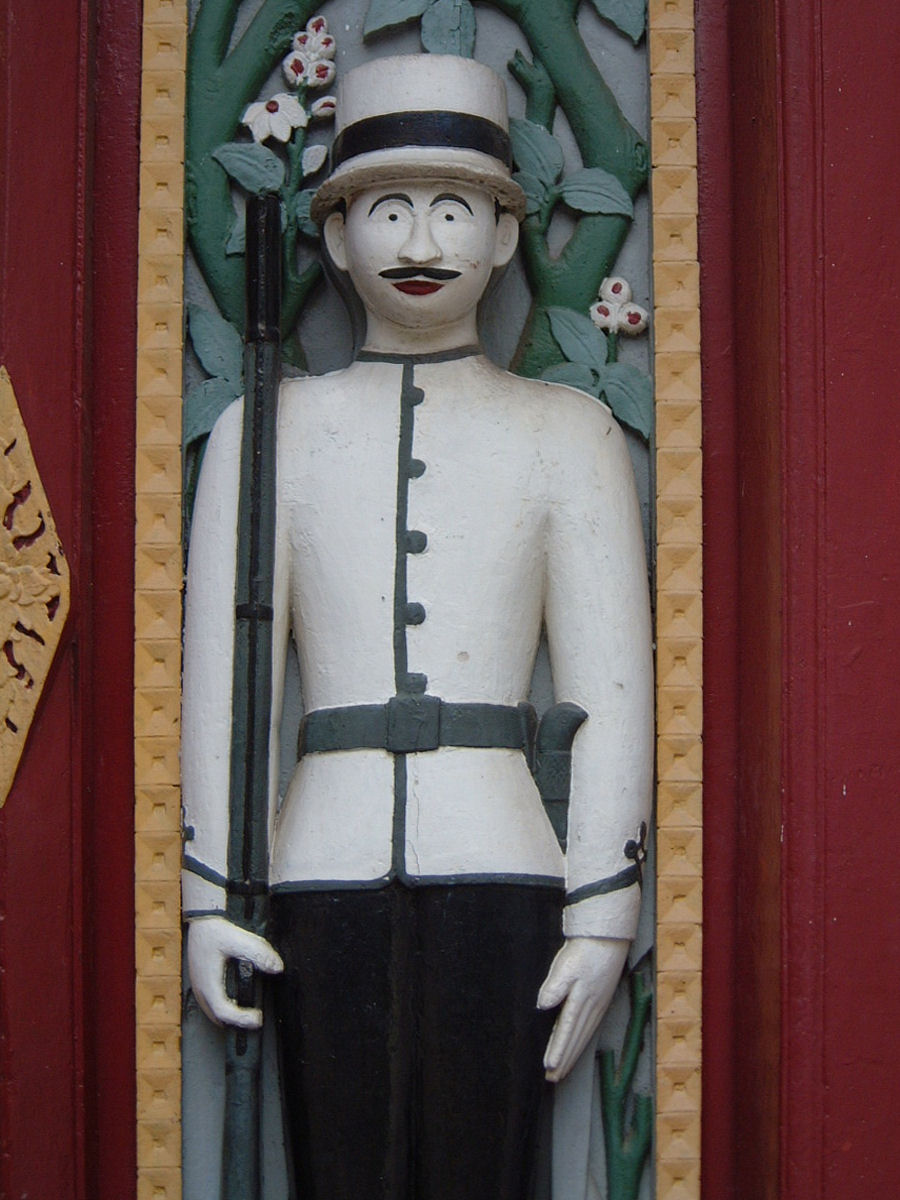
監視員像のある正面玄関
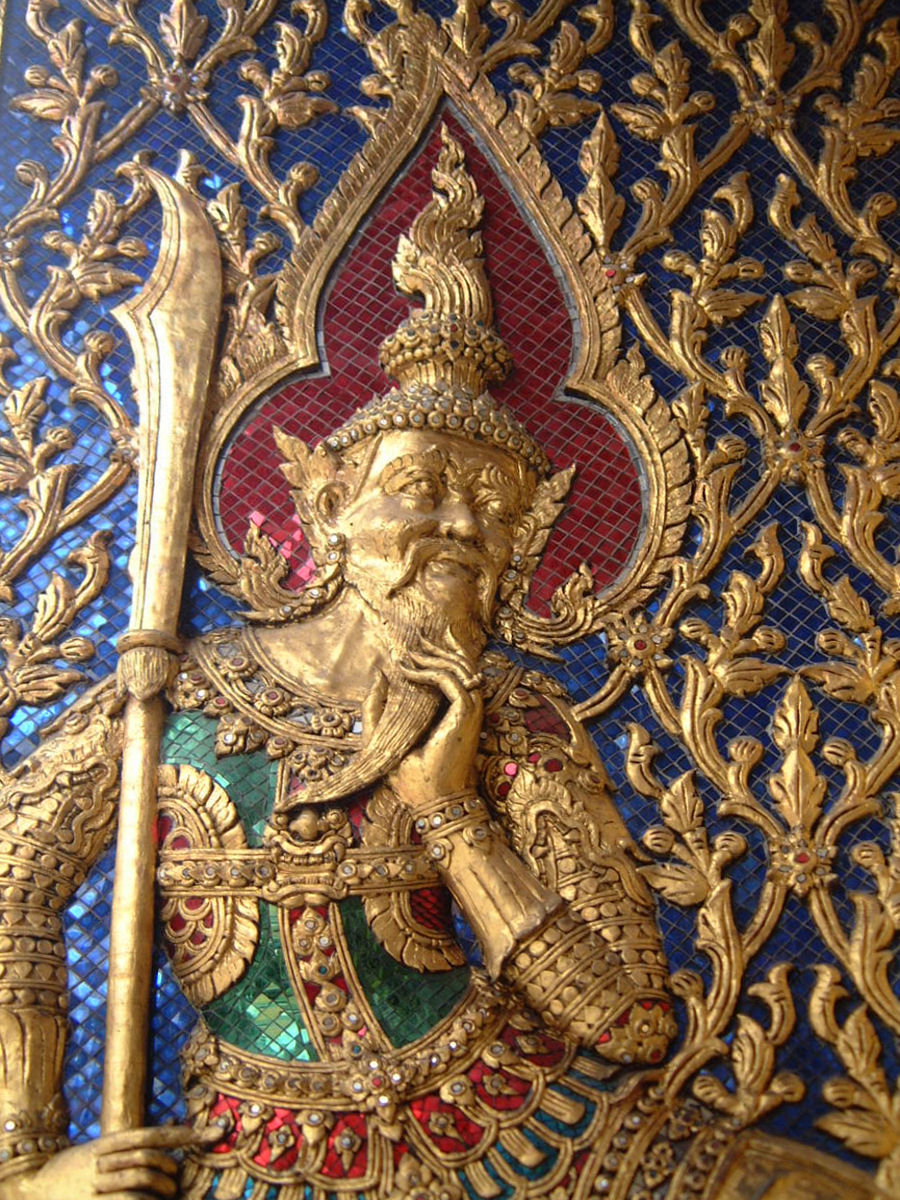
扉の装飾
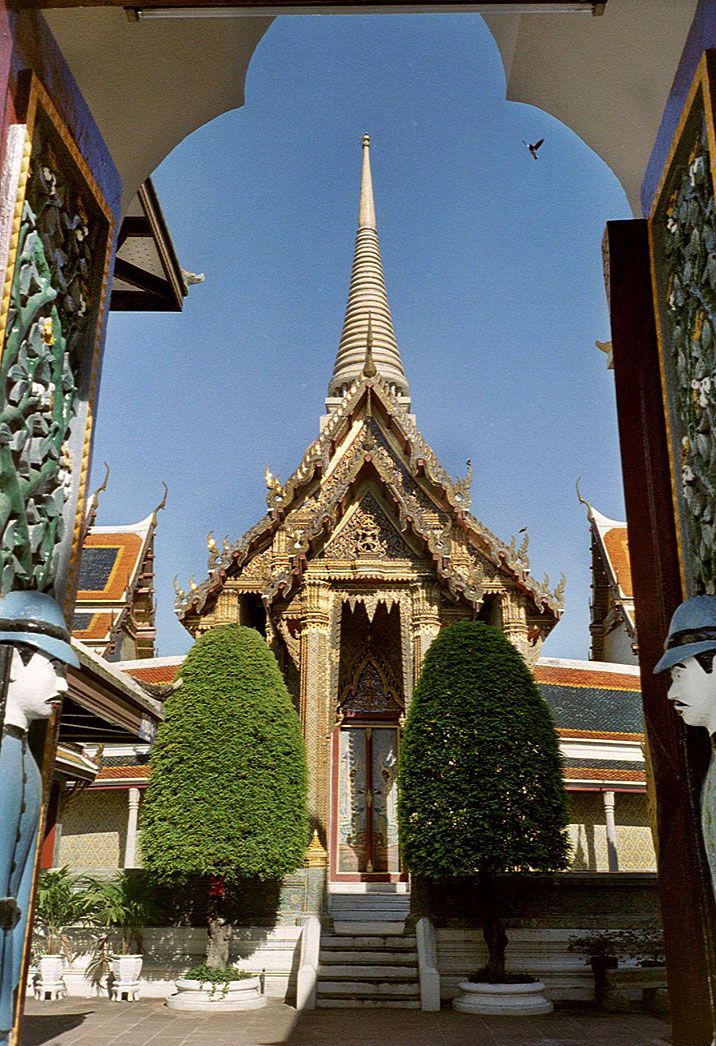
外観

## 参考
- Liedtke, Marcel (2011), Thailand- The East (English Edition), Norderstedt: Books on Demand GmbH, ISBN 978-3-8423-7029-6
- Spooner, Andrew; Hana Borrowman; William Baldwin (2011), Footprint Thailand, UK: www.footprintbooks.com, ISBN 978-1-904777-94-6